# Den Mänskliga Rättvisans Röst

Omslaget på den engelska översättningen av boken.

Den Mänskliga Rättvisans Röst (صوت العدالة الانسانية) är en bok av den libanesiske kristne forskaren George Jordac och en biografi över den förste shiaimamen Ali ibn Abi Talib. Boken är ursprungligen i fem volymer på arabiska men den svenska översättningen av Sara Hjalmarson, är en förkortad version översatt från engelskas The Voice of Human Justice.
Den svenska boken har publicerats av Meraj Educational Publishers & Book Distributors of Scandinavia (Est 1988) Sweden - Bilal Muslim Mission of Scandinavia.